# Ukraiński Komitet Krajowy
Ukraiński Komitet Krajowy ukr. Український Крайовий Комітет (UKK) – komitet utworzony we wrześniu 1941 przez niemieckie władze okupacyjne w zajętym przez Wehrmacht 30 czerwca 1941 Lwowie jako jedyna legalna ukraińska organizacja społeczna i reprezentacja społeczeństwa ukraińskiego wobec władz niemieckich. Jej zadania były podobne do zadań Ukraińskiego Komitetu Centralnego (UCK).
Przewodniczącym Komitetu został Kost Pankiwski, zastępcą Mychajło Dobrianski-Demkowycz. Komitet do grudnia 1941 zorganizował swoją strukturę i oddziały terenowe. W jego skład wchodziły wydziały:
- organizacyjny (kier. Mychajło Roslak, zast. Mykoła Cenko)
- finansowy (kier. Ilaryj Olchowyj, zast. J. Sawczak, zast. Wołodymyr Puszkar)
- prawny (kier. Wołodymyr Łysyj, zast. M. Wołoszyn)
- opieki społecznej (kier. o. Wasyl Łycyniak, zast. P. Sanoćkyj)
- gospodarczy (kier. Marko Baczynśkyj (następnie M. Mazuryk), zast. P. Koniuch)
- szkolny (kier. Zenon Zełenyj)
- kulturalny (kier. Wołodymyr Zubrycki)
- młodzieżowy (kier. Seweryn Łewyćkyj)
- kobiecy (kier. Maria Bilak, zast. M. Zajaczkiwśka)
- opieki nad jeńcami (kier. T. Worobeć, zast. I. Czerkawśkyj)
- pracy (kier. Iwan Tkacz)
- kontrolny (kier. D. Kwasnycia)

Odpowiednio do niemieckiego podziału administracyjnego organizowano 16 Ukraińskich Komitetów Okręgowych (UOK), 31 komitetów powiatowych, 46 delegatur rejonowych, 9 delegatur na przedmieściach Lwowa. We wsiach działali ukraińscy mężowie zaufania.
Komitet chronił społeczeństwo ukraińskie przed niedogodnościami okupacji, rozbudowywał sieć administracyjną, pomagał radzieckim urzędnikom w powrocie na Naddnieprze, ukraińskim jeńcom z Armii Czerwonej, zwalnianym przez Niemców z niewoli, organizował pomoc jeńcom przebywającym w obozach jenieckich. Razem z UCK pomagał również ukraińskiej ludności Podkarpacia: organizował dzielnicowe, zakładowe i szkolne stołówki, starał się o otwarcie szkół zawodowych i gimnazjów.
Komitet zakończył działalność w marcu 1942, kiedy to władze Generalnego Gubernatorstwa zdecydowały o podporządkowaniu go UCK, przewodniczący UKK został zastępcą przewodniczącego UCK, utworzono filię UCK we Lwowie, do której przeniesiono z Krakowa wydziały pracy kulturalnej oraz młodzieży.

## Literatura
- Grzegorz Mazur, Jerzy Skwara, Jerzy Węgierski – „Kronika 2350 dni wojny i okupacji Lwowa”, Katowice 2007, ISBN 978-83-86250-49-3.
- Енциклопедія українознавства, tom 9, s. 3427–3428, Lwów 2000, ISBN 5-7707-4048-5.